# Verbascum sessiliflorum
Verbascum sessiliflorum är en flenörtsväxtart som beskrevs av Svante Samuel Murbeck. Verbascum sessiliflorum ingår i släktet kungsljus, och familjen flenörtsväxter. Inga underarter finns listade i Catalogue of Life.